# Вулиця Енді Воргола
Ву́лиця Е́нді Во́ргола — вулиця у Шевченківському районі міста Києва, місцевість Куренівка. Пролягає від Захарівської вулиці до Шполянської вулиці.

## Історія
Виникла у 50-х роках XX століття під назвою 710-та Нова вулиця. 1953 року отримала назву вулиця Достоєвського, на честь російського письменника Федора Достоєвського. 
Сучасна назва на честь американського митця лемківського походження Енді Воргола — з 2022 року.